# Piraí
Si procuraba por el río de igual nombre, véase río Piraí.
Piraí es un municipio brasileño del estado de Río de Janeiro. Se localiza a una latitud de 22º37'45" sur y a una longitud de 43º53'53" oeste, estando a una altitud de 387 metros sobre el nivel del mar. Su población estimada en el año 2020 es de 29 545 habitantes. La población registrada en el censo del 2010 fue de 26 314 habitantes.
Posee una superficie de 490.255 km² y está dividida en 4 distritos: Piraí, Vila Monumento, Arrozal y Santanésia.